# Sadies seychellensis
Sadies seychellensis là một loài nhện trong họ Salticidae.
Loài này thuộc chi Sadies. Sadies seychellensis được Fred R. Wanless miêu tả năm 1984.